# Bradlo (Chřiby)
Bradlo je vrch v pohoří Chřiby, asi 5 km severoseverovýchodně od obce Moravany v okrese Hodonín, vysoký 543,4 m n. m. Vrchol je v krajině jižně od Chřibů dobře viditelný jako nejvyšší bod hřebene, který se táhne ve směru SSV-JJZ. Je nejvyšším chřibským kopcem okresu Hodonín. Nejsnáze je přístupný ze severu lesní pěšinou po zelené turistické značce od Koryčanské kaple (asi 0,5 km), ke které vede modře značená turistická trasa.
Na hřebeni Bradla je několik skalních útvarů jako např. Rozštípená skála nebo Moštěnické kameny.

## Historie

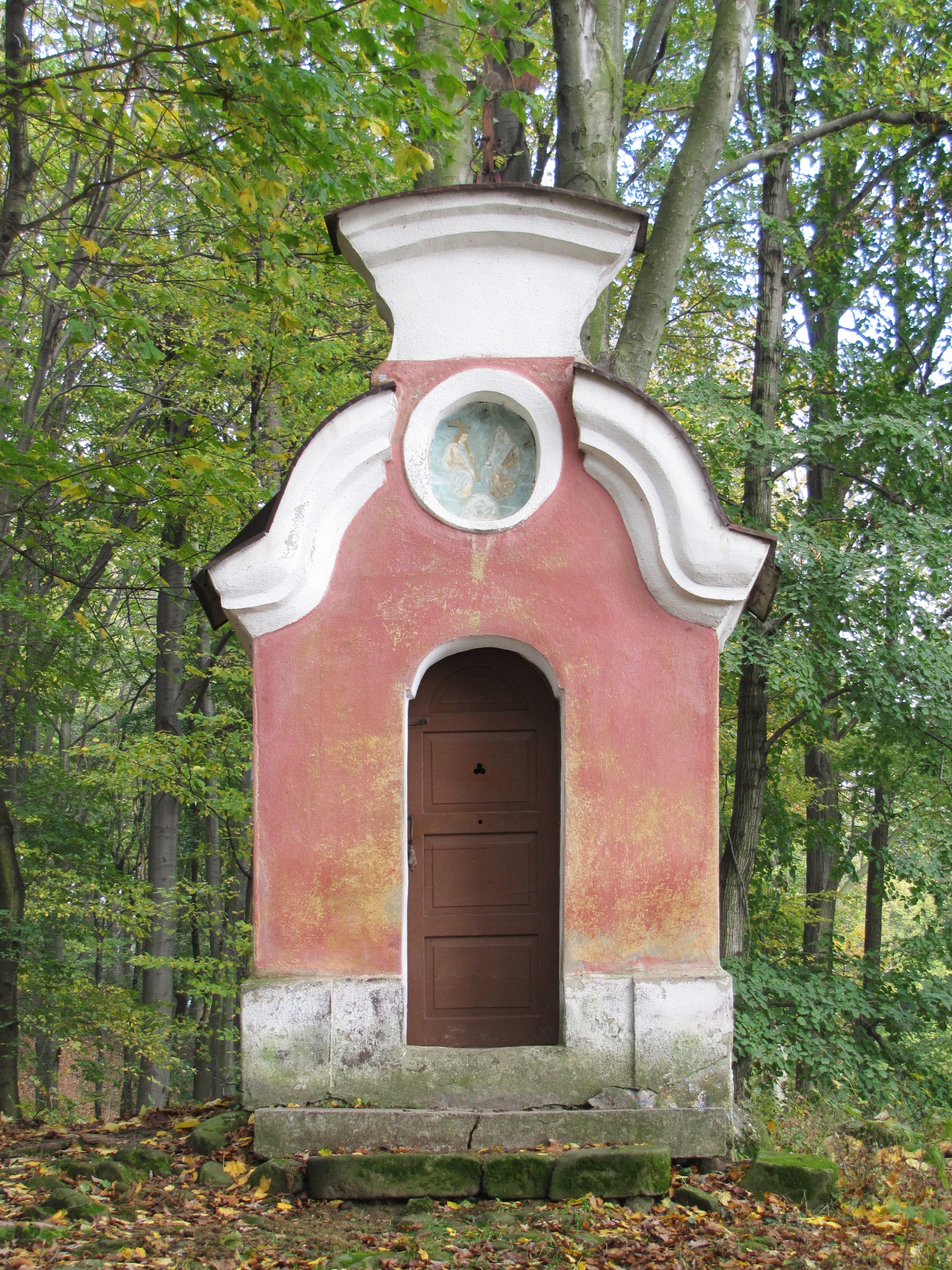
Koryčanská kaple

Na vrcholu se pravděpodobně kdysi rozkládalo hradisko, ze kterého se v terénu dochovaly nepatrné zbytky. Poprvé se o něm zmínil archeolog František Přikryl v roce 1905.
30. listopadu 1952 ve 20:58 pod vrcholem Bradla havaroval vojenský letoun Douglas C-47 Skytrain, který přepravoval matrice pro Rudé právo. Na místě zahynuli pilot štábní kapitán Antonín Větroň (*14.5.1914), radiotelegrafista podporučík František Gregr (*13.9.1930), palubní technik nadporučík Vlastimil Koval (*12.7.1912), druhý pilot poručík Jiří Dvořák (*13.1.1922) a navigátor nadporučík Viliam Antal (*14.5.1929).

### Pověsti
Ve 40. letech 20. století spisovatel Jan Jetelina zaznamenal pověst o loupežnících, kteří na Bradle žili. Majitel panství vypsal odměnu za jejich vypátrání. Jejich obydlí na Bradle našel mladý chasník, loupežníky obklíčili vojáci a předali je spravedlnosti. Dle jiné pověsti loupežníci poblíž přepadli a zabili hraběcí dceru, která tudy projížděla v kočáře. Její otec pak na místě nechal postavit Koryčanskou kapli. Původ neobarokní kaple není jasný. Některé prameny uvádějí její výstavbu věřícími v polovině 19. století, jiné ji datují do 18. století. Sloužila k zastavení věřících na pouť narození Panny Marie do koryčanského kostela 8. září.